# Dmitrij Kriwoszein
Dmitrij Aleksandrowicz Kriwoszein (ros. Дмитрий Александрович Кривошеин, ur. 1905 w Kirsanowie, zm. 1979) – radziecki działacz państwowy.

## Życiorys
Uczył się w gubernialnej szkole budownictwa radzieckiego i partyjnego w Tambowie, 1925-1926 był słuchaczem fakultetu robotniczego, 1926-1930 studiował w Leningradzkim Instytucie Rolniczym, potem pracował jako agronom w obwodzie orenburskim i główny agronom w Iwanowskim Obwodzie Przemysłowym oraz jako dyrektor sowchozu im. Armii Czerwonej. Od października 1936 do maja 1938 był aspirantem przy Azowsko-Czarnomorskim Instytucie Rolniczym, od maja 1938 do kwietnia 1939 zastępcą przewodniczącego Komitetu Wykonawczego Rostowskiej Rady Obwodowej, 1938 został członkiem WKP(b), od lutego 1939 do lutego 1943 był ludowym komisarzem sowchozów zbożowych i hodowlanych RFSRR, a 1943-1946 szefem Głównego Zarządu Sowchozów Południa Ludowego Komisariatu Sowchozów ZSRR. Od kwietnia 1946 do 10 czerwca 1949 był przewodniczącym Komitetu Wykonawczego Krymskiej Rady Obwodowej, od czerwca do listopada 1949 przewodniczącym Komitetu Wykonawczego Amurskiej Rady Obwodowej, od listopada 1949 do marca 1950 pozostawał w dyspozycji KC WKP(b), potem został dyrektorem sowchozu w obwodzie moskiewskim. Od czerwca 1953 do października 1954 był zastępcą dyrektora Instytutu Ziemniaczanego, od listopada 1954 do kwietnia 1959 dyrektorem sowchozu "Warskije" w obwodzie riazańskim, od maja 1959 do marca 1961 zastępcą dyrektora Moskiewskiego Trustu Sowchozów Hodowlanych, potem starszym agronomem wzorcowo-pokazowego gospodarstwa im. Mossowieta. W 1939 został odznaczony Orderem Lenina, a w 1945 Orderem Czerwonego Sztandaru Pracy.